# Dottore

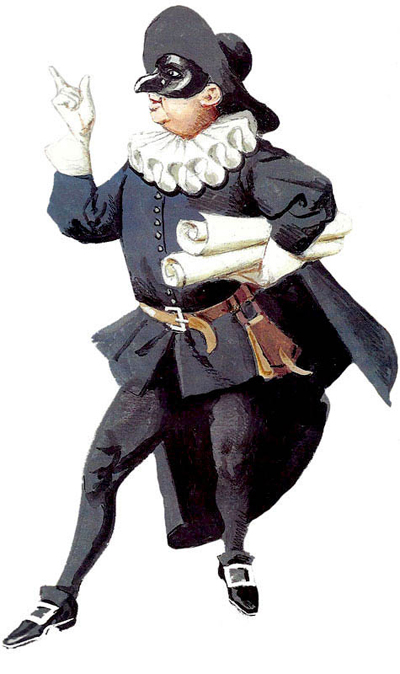
Dottore

De Dottore, Italiaans voor dokter of doctor, ook genoemd Dottore Gratiano, Graziano, Balanzone, Scarpazone, Forbizone, Boloardo, is een figuur uit de Commedia dell’arte. Zoals Pantalone is Dottore een van de oudere figuren (vecchi); zij staan tegenover de jongere generatie met hun liefdesaffaires (amorosi of innamorati). De ouderen stellen zich ook op tegenover de zanni of lakeien of knechten.

## Kenmerken
De Dottore heeft aan de universiteit van Bologna of aan deze van Padua gestudeerd. Beide universiteiten behoorden tot de meest gerenommeerde uit de Renaissance. De Dottore gedraagt zich betweterig. Hij kraamt geleerd gezwets uit, veelal doorspekt met potjeslatijn. Op komische wijze haspelt hij juridische, medische, filosofische en astrologische begrippen door elkaar. De Dottore is nu eens jurist dan weer een medicus. 
Doorgaans is hij gefortuneerd, alsook weduwnaar of vrijgezel. Vaak is zijn mentaliteit kortzichtig. 
Hij draagt een half gezichtsmasker, een zwarte mantel met witte kraag en een grote hoed, die de klederdracht is van professoren in Bologna. Zijn wangen zijn vaak rood geverfd om zijn verslaving aan wijn uit te drukken.

## Rollen in de theatergeschiedenis
Naast Commedia dell’arte komt de figuur van Dottore deels terug in latere tijden wanneer een medicus ten tonele wordt gevoerd. Dit geldt voor talrijke komedies van Molière zoals Le médecin malgré lui, L’amour médecin en De ingebeelde zieke. In de 18e eeuw verscheen de Dottore als stereotiep personage in de Opera buffa, evenals de figuur Despina in Mozarts Cosi fan tutte (1790). Later,  na 1900, gaf het personage nog inspiratie in vaudevilles of stomme filmen waar een medicus een slapstick figuur was zoals met Oliver Hardy.
Arlecchino · Brighella · Capitano · Colombina · Dottore · Isabella · Pantalone · Pulchinella · Scaramouche